# Финансовые услуги
Финансовые услуги — услуги финансового посредничества, зачастую кредита. Примерами организаций, оказывающих финансовые услуги, являются: банки, инвестиционные банки, страховые и лизинговые, брокерские компании и множество других компаний. Финансовые услуги — крупнейшая по выручке индустрия в мире, по данным за 2004 год, доля рыночной капитализации этой индустрии в S&P 500 составляет 20 %.

## Банковские услуги
Как правило, во всех странах особым образом регулируются ряд финансовых услуг право совершения которых принадлежит только банкам. К этим услугами относятся:
- привлечение денежных средств во вклады;
- расчётно-кассовое обслуживание;
- инкассация денежных средств, векселей, платежных и расчетных документов
- купля-продажа иностранной валюты в наличной и безналичной формах;
- выдача банковских гарантий;

Существуют финансовые услуги, которые предоставляются не только банками:
- кредитование (включая жилищное кредитование или ипотеку);
- факторинг;
- форфейтинг;
- денежные переводы.

Существует также понятие микрофинансирования и микрофинансовых услуг (микрокредитования, микрострахования и т. п.). Эти услуги оказываются в развивающихся и отсталых странах людям, которые по своему бедственному материальному положению не могут претендовать на обычные финансовые услуги.

## Инвестиционно-банковские услуги
- Управление активами
- Управление крупным частным капиталом
- Доверительное управление финансовыми ресурсами
- Депозитарные услуги
- Брокерские услуги
- Финансовое консультирование
- Оценка собственности

## Страховые услуги
- Страховые брокерские услуги
- Страхование
- Перестрахование

## Прочее
- Лизинговые услуги
- Биржевые услуги
- Рейтинговые услуги
- Микрофинансовая деятельность